# Моллов Русчу Георгійович
Моллов Русчу Георгійович (20 листопада 1867, Полтавська губернія — 1925) — російський державний діяч. Дійсний статський радник. За національністю болгарин.

## Життєпис
- 15 травня 1889 року закінчив Імператорське училище правознавства (50-й випуск). Титулярний радник, визначений до Орловського окружного суду
- 1890 р. — помічник секретаря кримінального відділення.
- 1891 р. — Колезький асесор. Секретар кримінального відділення.
- 1893 р. — Суддя міста Карачев
- 1894 р. — товариш (заступник) прокурора Полтавського окружного суду
- 1899 р. — Колежський радник
- 1900 р. — товариш (заступник) прокурора Ярославського окружного суду
- 1903 р. — товариш (заступник) прокурора Московського окружного суду. Присвоєно чин Статський радник.
- 1906 р. — прокурор Полтавського окружного суду
- 1909 р. — прокурор Віленського окружного суду
- 1910 р. — Дійсний статський радник
- 1911 р. — прокурор Одеської судової палати
- 6 вересня 1915 р. — 23 листопада 1915 р. — директор Департаменту поліції. Однією з причин звільнення з посади був вступ Болгарії у Першу світову війну на боці Центральних держав. Брав участь у комісії з розслідування діяльності служб контррозвідки. Також полтавський губернатор.
- 1916 р. — член Головної присутності у фабричних та гірничозаводських справах
- Після повалення царизму. Служив у гетьмана Скоропадського в Україні на посаді Головноуправляючого з ліквідації загальноземських та загальноміських установ та їхнього майна.

Служив у Денікіна. Потім на еміграції в Болгарії.
У травні 1920 р. — березні 1922 р. голова Товариства Єднання Росіян у Болгарії. У 1921 р. був рекомендований для участі у Російському Зарубіжному Церковному Соборі у Сремських Карлівцях (Югославія). Входив до складу Союзу російських судових діячів.

## Нагороди
- 1900 орден св. Анни III ступ.
- 1907 орден св. Анни II ступ.
- 1912 орден св. Володимира III ступ.
- 1914 орден св. Станіслава I ступ.

## Родина
Дружина Олександра Старицька.
- Син Георгій (1895), також навчався в Училищі правознавства
- Дочки: Наталія (1899) (Велчева),
- Ксенія (1901) (Багінська),
- Ольга (1903) (Зінов'єва),
- Ірина (1905) (Безобразова, Литвинова).